# Qualificazioni alla Coppa d'Asia 2022 (calcio femminile)
Questa voce raccoglie un approfondimento sui risultati degli incontri e sulle classifiche per l'accesso alla fase finale della Coppa d'Asia 2022 (calcio femminile).

## Fase a gironi

### Girone A
| Squadra       | P.ti | G | V | P | S | RF | RS | DR |
| ------------- | ---- | - | - | - | - | -- | -- | -- |
| Taipei cinese | 6    | 2 | 2 | 0 | 0 | 6  | 0  | +6 |
| Bahrein       | 1    | 2 | 0 | 1 | 1 | 0  | 2  | -2 |
| Laos          | 1    | 2 | 0 | 1 | 1 | 0  | 4  | -4 |
| Turkmenistan  | 0    | 0 | 0 | 0 | 0 | 0  | 0  | 0  |

| Squadra       | Taipei cinese (bandiera) | Bahrein (bandiera) | Laos (bandiera) | Turkmenistan (bandiera) |
| ------------- | ------------------------ | ------------------ | --------------- | ----------------------- |
| Taipei cinese | —                        | 2 – 0              | —               | —                       |
| Bahrein       | —                        | —                  | 0 – 0           | —                       |
| Laos          | 0 – 4                    | —                  | —               | —                       |
| Turkmenistan  | —                        | —                  | —               | —                       |

### Girone B
| Squadra     | P.ti | G | V | P | S | RF | RS | DR  |
| ----------- | ---- | - | - | - | - | -- | -- | --- |
| Vietnam     | 6    | 2 | 2 | 0 | 0 | 23 | 0  | +23 |
| Tagikistan  | 3    | 2 | 1 | 0 | 1 | 4  | 7  | -3  |
| Maldive     | 0    | 2 | 0 | 0 | 2 | 0  | 20 | -20 |
| Afghanistan | 0    | 0 | 0 | 0 | 0 | 0  | 0  | 0   |

| Squadra     | Vietnam (bandiera) | Tagikistan (bandiera) | Maldive (bandiera) | Afghanistan (bandiera) |
| ----------- | ------------------ | --------------------- | ------------------ | ---------------------- |
| Vietnam     | —                  | 7 – 0                 | —                  | —                      |
| Tagikistan  | —                  | —                     | 4 – 0              | —                      |
| Maldive     | 0 – 16             | —                     | —                  | —                      |
| Afghanistan | —                  | —                     | —                  | —                      |

### Girone C
| Squadra        | P.ti | G | V | P | S | RF | RS | DR |
| -------------- | ---- | - | - | - | - | -- | -- | -- |
| Indonesia      | 6    | 2 | 2 | 0 | 0 | 2  | 0  | +2 |
| Singapore      | 0    | 2 | 0 | 0 | 2 | 0  | 2  | -2 |
| Iraq           | 0    | 0 | 0 | 0 | 0 | 0  | 0  | 0  |
| Corea del Nord | 0    | 0 | 0 | 0 | 0 | 0  | 0  | 0  |

| Squadra        | Indonesia (bandiera) | Singapore (bandiera) | Iraq (bandiera) | Corea del Nord (bandiera) |
| -------------- | -------------------- | -------------------- | --------------- | ------------------------- |
| Indonesia      | —                    | 1 – 0                | —               | —                         |
| Singapore      | 0 – 1                | —                    | —               | —                         |
| Iraq           | —                    | —                    | —               | —                         |
| Corea del Nord | —                    | —                    | —               | —                         |

### Girone D
| Squadra             | P.ti | G | V | P | S | RF | RS | DR  |
| ------------------- | ---- | - | - | - | - | -- | -- | --- |
| Birmania            | 9    | 3 | 3 | 0 | 0 | 14 | 0  | +14 |
| Libano              | 6    | 3 | 2 | 0 | 1 | 4  | 4  | 0   |
| Emirati Arabi Uniti | 3    | 3 | 1 | 0 | 2 | 2  | 4  | -2  |
| Guam                | 0    | 3 | 0 | 0 | 3 | 1  | 13 | -12 |

| Squadra             | Birmania (bandiera) | Libano (bandiera) | Emirati Arabi Uniti (bandiera) | Guam (bandiera) |
| ------------------- | ------------------- | ----------------- | ------------------------------ | --------------- |
| Birmania            | —                   | 4 – 0             | 2 – 0                          | —               |
| Libano              | —                   | —                 | 1 – 0                          | —               |
| Emirati Arabi Uniti | —                   | —                 | —                              | 2 – 1           |
| Guam                | 0 – 8               | 0 – 3             | —                              | —               |

### Girone E
| Squadra       | P.ti | G | V | P | S | RF | RS | DR  |
| ------------- | ---- | - | - | - | - | -- | -- | --- |
| Corea del Sud | 6    | 2 | 2 | 0 | 0 | 16 | 0  | +16 |
| Uzbekistan    | 3    | 2 | 1 | 0 | 1 | 12 | 4  | +8  |
| Mongolia      | 0    | 2 | 0 | 0 | 2 | 0  | 24 | -24 |

| Squadra       | Corea del Sud (bandiera) | Uzbekistan (bandiera) | Mongolia (bandiera) |
| ------------- | ------------------------ | --------------------- | ------------------- |
| Corea del Sud | —                        | 4 – 0                 | —                   |
| Uzbekistan    | —                        | —                     | 12 – 0              |
| Mongolia      | 0 – 12                   | —                     | —                   |

### Girone F
| Squadra   | P.ti | G | V | P | S | RF | RS | DR |
| --------- | ---- | - | - | - | - | -- | -- | -- |
| Filippine | 6    | 2 | 2 | 0 | 0 | 4  | 2  | +2 |
| Hong Kong | 1    | 2 | 0 | 1 | 1 | 1  | 2  | -1 |
| Nepal     | 1    | 2 | 0 | 1 | 1 | 1  | 2  | -1 |

| Squadra   | Filippine (bandiera) | Hong Kong (bandiera) | Nepal (bandiera) |
| --------- | -------------------- | -------------------- | ---------------- |
| Filippine | —                    | 2 – 1                | —                |
| Hong Kong | —                    | —                    | 0 – 0            |
| Nepal     | 1 – 2                | —                    | —                |

### Girone G
| Squadra    | P.ti | G | V | P | S | RF | RS | DR  |
| ---------- | ---- | - | - | - | - | -- | -- | --- |
| Iran       | 4    | 2 | 1 | 1 | 0 | 5  | 0  | +5  |
| Giordania  | 4    | 2 | 1 | 1 | 0 | 5  | 0  | +5  |
| Bangladesh | 0    | 2 | 0 | 0 | 2 | 0  | 10 | -10 |

| Squadra    | Iran (bandiera) | Giordania (bandiera) | Bangladesh (bandiera) |
| ---------- | --------------- | -------------------- | --------------------- |
| Iran       | —               | —                    | 5 – 0                 |
| Giordania  | 2 – 4 (dtr)     | —                    | —                     |
| Bangladesh | —               | 0 – 5                | —                     |

### Girone H
| Squadra    | P.ti | G | V | P | S | RF | RS | DR  |
| ---------- | ---- | - | - | - | - | -- | -- | --- |
| Thailandia | 6    | 2 | 2 | 0 | 0 | 11 | 0  | +11 |
| Malaysia   | 3    | 2 | 1 | 0 | 1 | 2  | 4  | -2  |
| Palestina  | 0    | 2 | 0 | 0 | 2 | 0  | 9  | -9  |

| Squadra    | Thailandia (bandiera) | Malaysia (bandiera) | Palestina (bandiera) |
| ---------- | --------------------- | ------------------- | -------------------- |
| Thailandia | —                     | —                   | 7 – 0                |
| Malaysia   | 0 – 4                 | —                   | —                    |
| Palestina  | —                     | 0 – 2               | —                    |